# Стрелецът (филм, 1950)
„Стрелецът“ (на английски: The Gunfighter) е американски уестърн, излязъл по екраните през 1950 година, режисиран от Хенри Кинг с участието на Грегъри Пек в главната роля.

## Сюжет
Известният застаряващ каубой Джими Ринго опитва да избягва проблемите, които води със себе си репутацията му на най-бързия стрелец на Запада. Непрекъснато го предизвикват други мъже, за да се доказват. Когато обаче нахаканият Еди го предизвиква, на Ринго не му остава друго освен да го убие. Тримата братя на Еди са разгневени и тръгват по петите на Ринго, за да търсят отмъщение.

## В ролите
| Актьор        | Роля                       |
| ------------- | -------------------------- |
| Грегъри Пек   | Джими Ринго                |
| Хелън Уескот  | Пеги Уолш                  |
| Милард Мичъл  | Шериф Марк Стрет           |
| Джейн Паркър  | Моли                       |
| Карл Молдън   | Мик                        |
| Ричард Джекил | Еди                        |
| Скип Хомиър   | Хънт Бромли                |
| Антъни Рос    | помощник шериф Чарли Норис |
| Върна Фелтън  | Г-жа Огъст Пенифеър        |
| Елън Корби    | Г-жа Девлин                |